# Kontula (métro d'Helsinki)
Kontula (en finnois : Kontula et en suédois : Gårdsbacka) est une station de la ligne M1 du métro d'Helsinki. Elle est située à Kontula, section du quartier Mellunkylä, en limite du quartier Länsimäki, au nord-est de la ville d'Helsinki en Finlande.
Mise en service en 1986, elle est desservie par les rames de la ligne M2.

## Situation sur le réseau

Plan du métro.

Établie en souterrain, Kontula est une station de passage de la ligne M2 du métro d'Helsinki. Elle est située entre la station Kontula en direction du  terminus ouest Tapiola, et de la station Mellunmäki, terminus nord.
Elle dispose d'un quai central encadré par les deux voies de la ligne.

## Histoire
La station Kontula est mise en service le 21 octobre 1986, lors de l'ouverture à l'exploitation du prolongement de Itäkeskus à Kontula.

## Services aux voyageurs

### Accès et accueil
Station souterraine, elle dispose de trois halls billetterie et contrôle, avec deux accès pour le plus à l'est. Les accès disposent tous d'escaliers mécaniques et des ascenseurs pour l'accessibilité des personnes à la mobilité réduite.

Installations
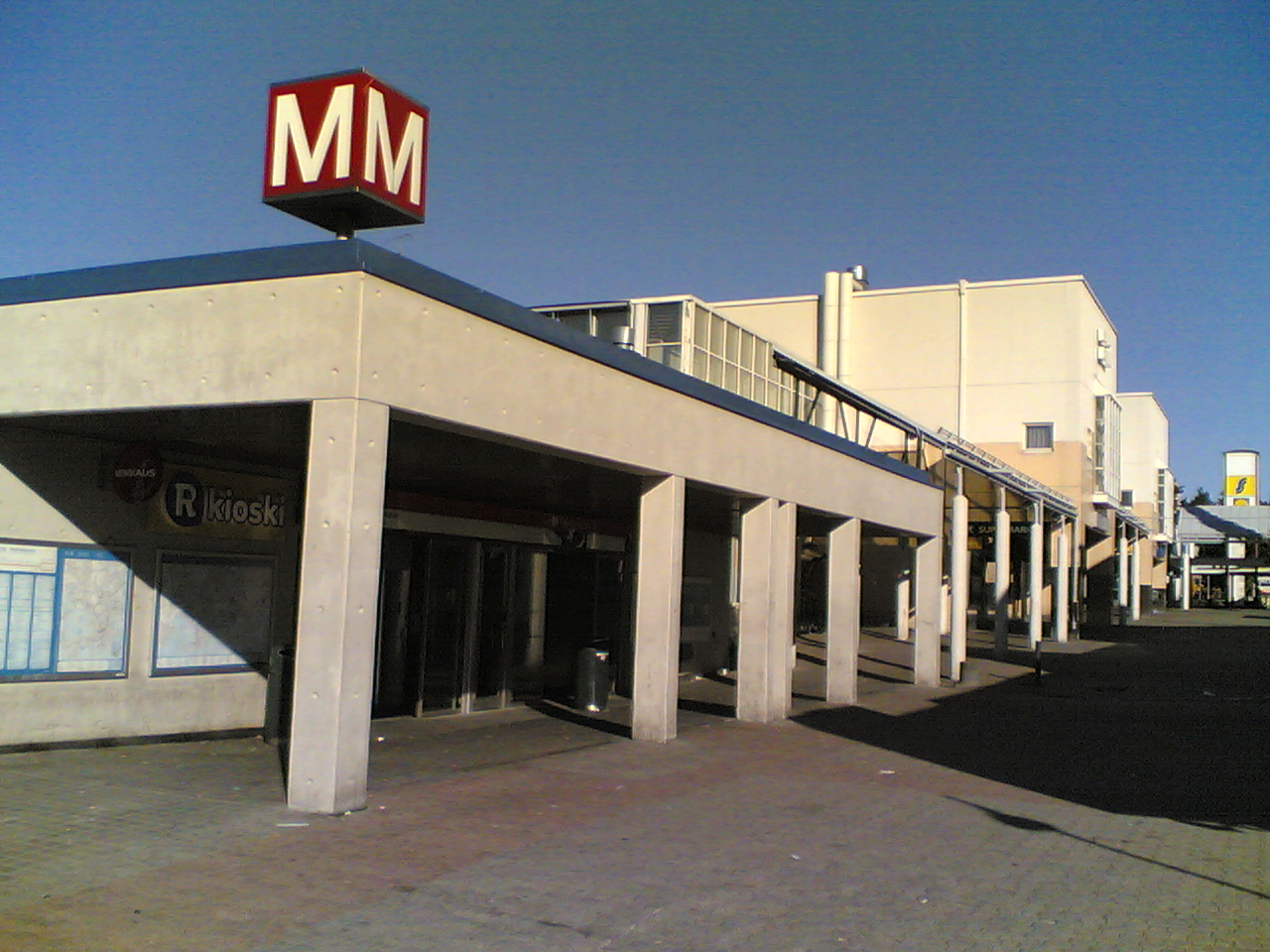
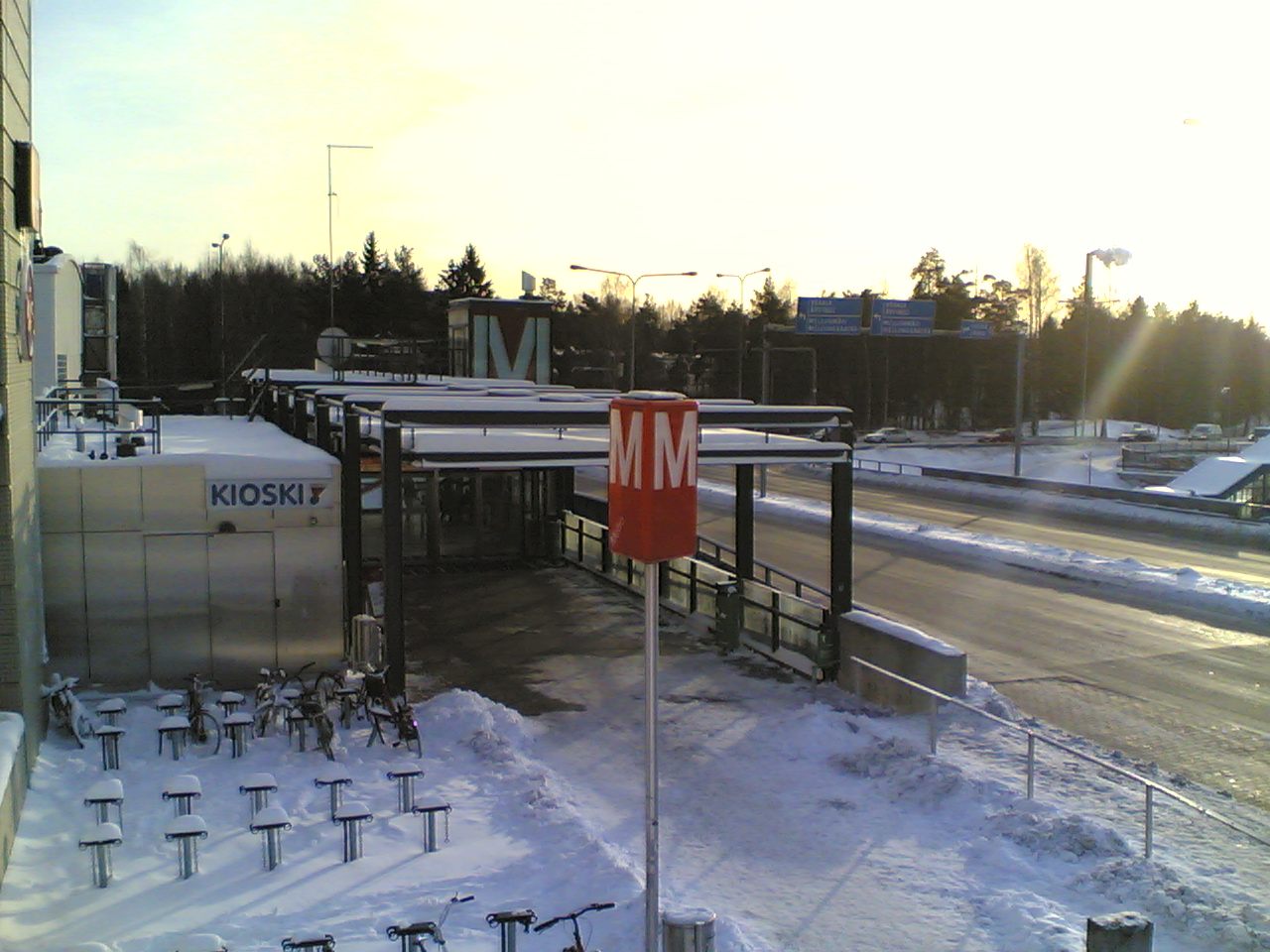
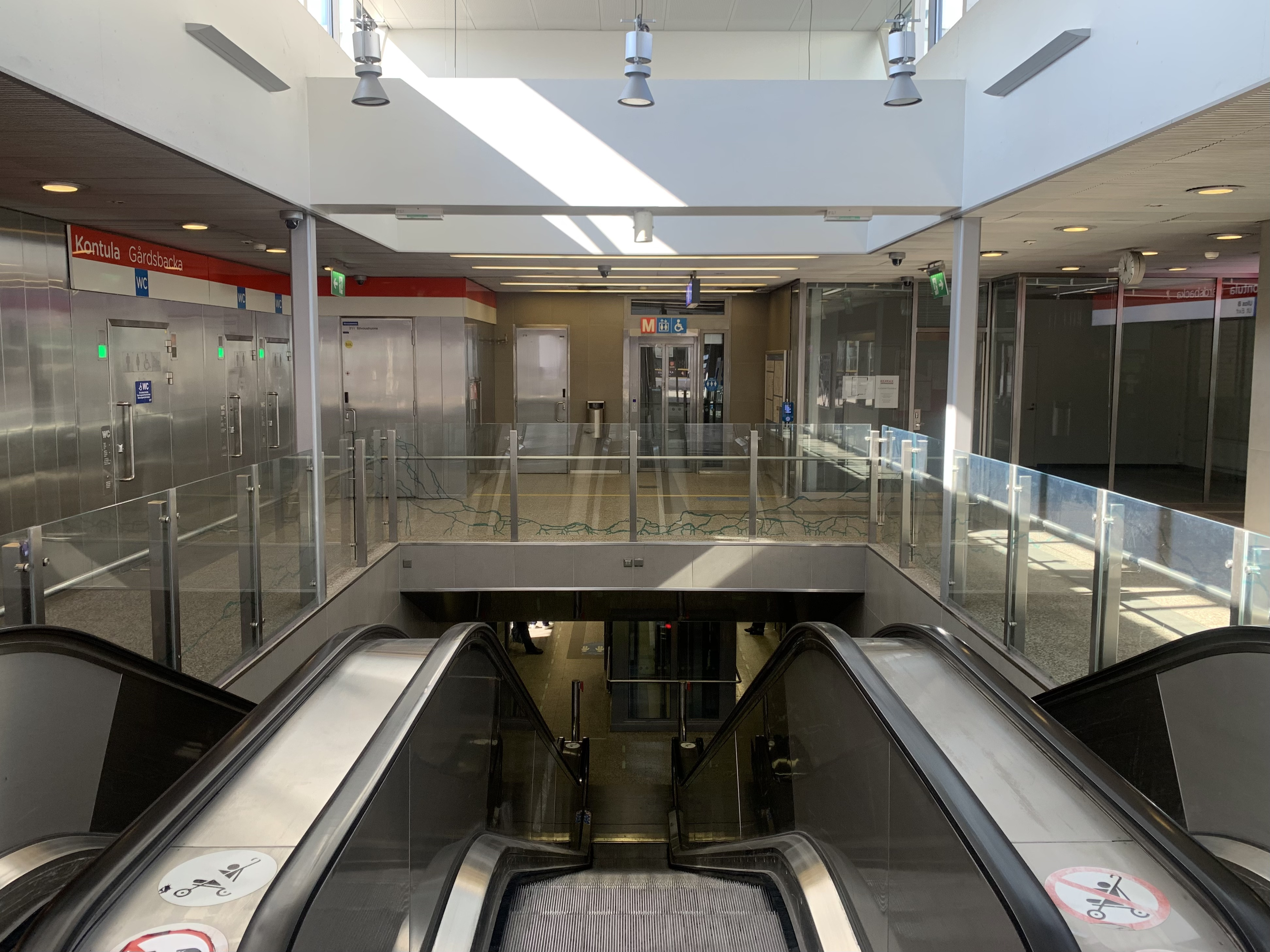

### Desserte
Kontula  est desservie par les rames de la ligne M2 du métro d'Helsinki.

Installations et desserte
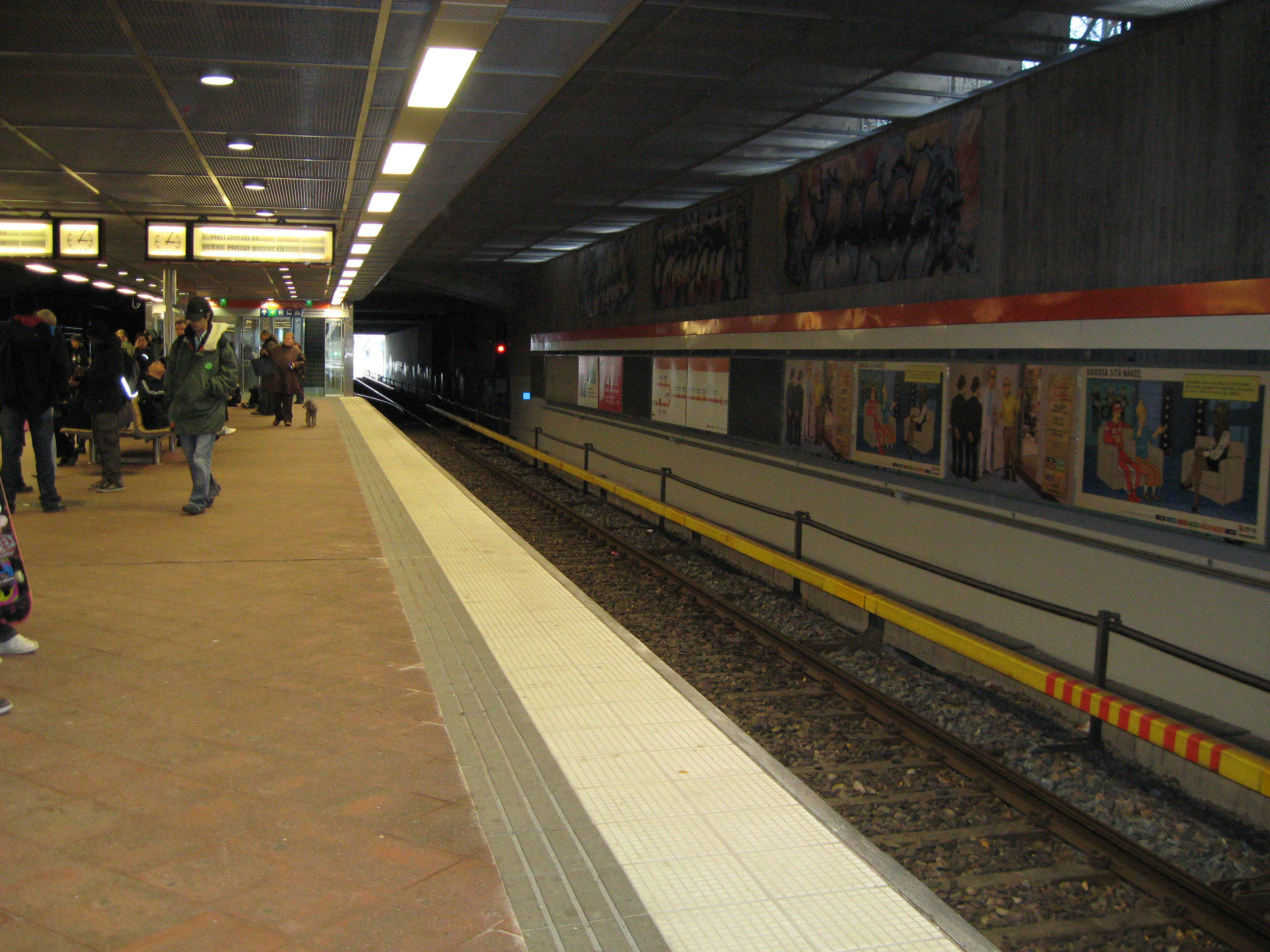
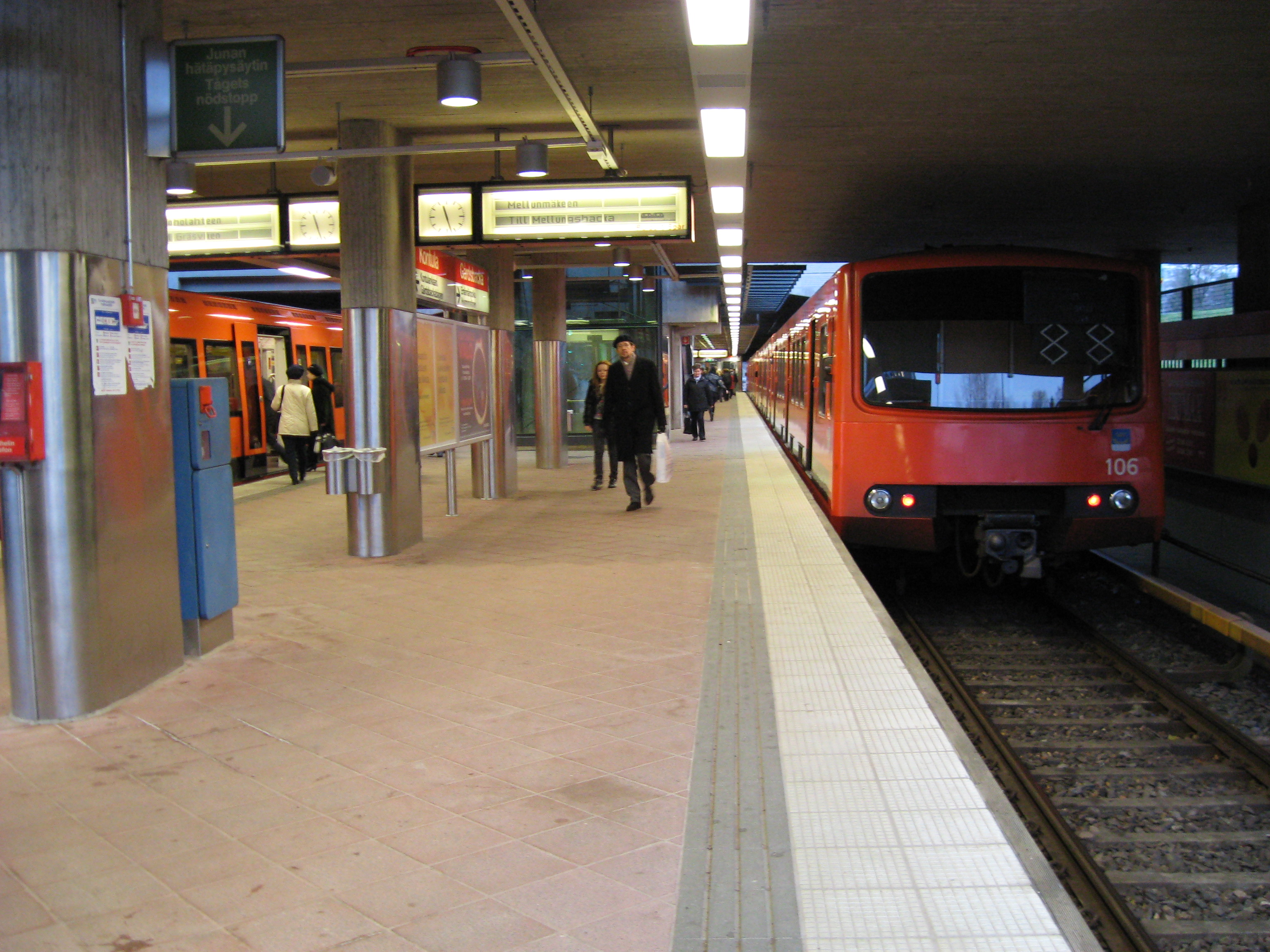
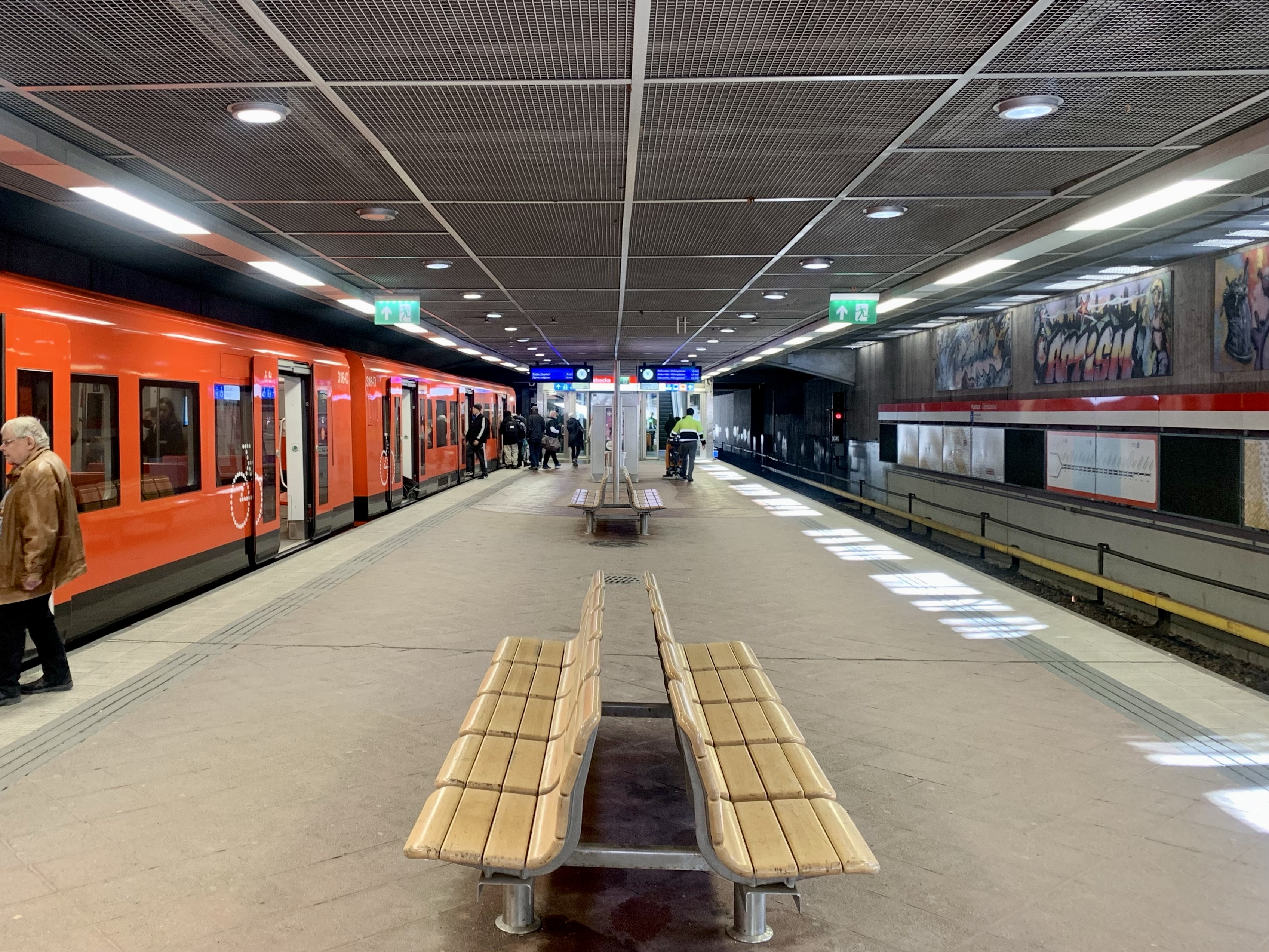

### Intermodalité
Elle dispose de parking pour les vélos et les véhicules. Des arrêts de bus sont présents à proximité.